# ケトレイン・クアドロス
ケトレイン・リマ・クアドロス（Ketleyn Lima Quadros 1987年1月10日 - ）は、ブラジルのブラジリア出身の柔道選手。階級は57kg級。身長164cm。

## 人物
2008年の北京オリンピックでは2回戦でオランダのデボラ・フラベンステインに効果で敗れるが、敗者復活戦で世界3位の佐藤愛子を払腰、3位決定戦でもシドニーオリンピック銅メダリストであるオーストラリアのマリア・ペクリを袖釣込腰で破り、伏兵ながら銅メダルを獲得した。その後も一定の活躍を示すものの、国内のこの階級にはより活躍していたラファエラ・シルバがいたために、2012年ロンドンオリンピックには出場できなかったが、地元で開催された世界団体には出場して3位となった。2013年のユニバーシアードでは優勝を飾った。2015年からは階級を63kg級に上げた。2016年に地元で開催されたリオデジャネイロオリンピックには出場できなかった。2021年7月に日本武道館で開催された東京オリンピックでは準々決勝で敗れるなどして7位だった。2024年のパリオリンピックでは2回戦で敗れた。パリオリンピック混合団体では銅メダルを獲得した。北京オリンピック以来16年ぶりに再びオリンピックの銅メダリストになった。
IJF世界ランキングは322ポイント獲得で45位(24/7/22現在)。

## 主な戦績
57kg級での戦績
- 2006年 - 世界ジュニア　7位
- 2008年 - フランス国際　5位
- 2008年 - パンナム選手権　3位
- 2008年 - 北京オリンピック　3位
- 2010年 - 南米競技大会　優勝
- 2010年 - ワールドカップ・マイアミ　2位
- 2011年 - ワールドカップ・オーバーヴァルト　2位
- 2011年 - 南米選手権　優勝
- 2011年 - ワールドカップ・マドリード　優勝
- 2011年 - ワールドカップ・リスボン　2位
- 2011年 - グランドスラム・モスクワ　5位
- 2011年 - ワールドカップ・サンパウロ　3位
- 2011年 - ミリタリーワールドゲームズ　2位
- 2011年 - グランプリ・アムステルダム　2位
- 2011年 - プレオリンピック　5位
- 2012年 - 南米選手権　優勝
- 2012年 - グランプリ・アブダビ　3位
- 2012年 - 世界団体 3位
- 2012年 - グランプリ・青島　2位
- 2013年 - グランドスラム・パリ　5位
- 2013年 - ヨーロッパオープン・オーバーヴァルト　3位
- 2013年 - パンナム選手権　3位
- 2013年 - ワールドマスターズ　5位
- 2013年 - ユニバーシアード　優勝
- 2013年 - グランドスラム・モスクワ　2位
- 2014年 - グランプリ・デュッセルドルフ　3位
- 2014年 - パンナム選手権　3位

63kg級での戦績
- 2016年 - グランドスラム・アブダビ　3位
- 2017年 - パンナムオープン・サンティアゴ　優勝
- 2017年 - グランプリ・カンクン　優勝
- 2019年 - ヨーロッパオープン・オーバーヴァルト　3位
- 2019年 - グランプリ・ブダペスト　2位
- 2019年 - グランドスラム・ブラジリア　優勝
- 2019年 -　グランドスラム・アブダビ　3位
- 2020年 -　ヨーロッパオープン・ブラチスラヴァ　優勝
- 2020年 - パンナム選手権　3位
- 2021年 - パンナム選手権　優勝
- 2021年 -　グランドスラム・カザン　2位
- 2021年 -　世界選手権　5位
- 2021年 -　東京オリンピック　7位
- 2022年 -　グランドスラム・トビリシ　2位
- 2022年 -　グランプリ・ザグレブ 3位
- 2023年 -　グランドスラム・アンタルヤ 優勝
- 2023年 - パンアメリカン・オセアニア選手権　5位
- 2023年 - パンアメリカン競技大会 3位
- 2024年 -　パンアメリカン柔道選手権大会|パンアメリカン・オセアニア選手権 3位
- 2024年 -  パリオリンピック混合団体 3位

(出典、JudoInside.com)